# Blignicourt
Blignicourt é uma comuna francesa na região administrativa de Grande Leste, no departamento de Aube. Estende-se por uma área de 4,27 km². Em 2010 a comuna tinha 41 habitantes (densidade: 9,6 hab./km²).